# نومسيبو زيكودي
نومسيبو زيكودي (بالإنجليزية: Nomcebo Zikode)‏ (ولدت سنة 1994 في هامارزديل، محافظة كوازولو ناتال، جنوب أفريقيا) مغنية وكاتبة كلمات جنوب أفريقية. حققت شهرة عالمية سنة 2019 بعد نجاح أغنية جيروساليما، التي ألفتها وغنتها باشتراك مع المنتج الجنوب أفريقي ماستر كي جي.

## حياتها
انطلقت مسيرة نومسيمبو الفنية في سن مبكرة بحيث فازت وهي في التاسعة من عمرها بالمركز الأول في مسابقة مواهب نظمتها إذاعة أوخوزي إف إم الجنوب أفريقية 2003. هذه الجائزة فتحت لها أبواب الغناء ضمن فرق غوسبيل محلية.
انتقلت بعد ذلك لمدينة جوهانسبرغ لمتابعة دراستها الجامعية بالموازاة مع مسارها في الموسيقى.
بفضل أغنية جيروساليما تحولت نومسيمبو بسرعة كبيرة من مغنية غير معروفة إلى تجمة عالمية، وهكذا انتقل عدد متابعيها في فايسبوك إلى 850 ألف شخص في أشهر قليلة.
أصدرت في 21 أغسطس 2020 أول ألبوم غنائي لها بعنوان Xola Moya Wami.